# Blue Weaver

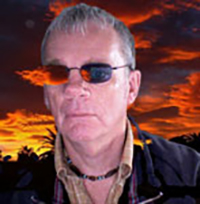
Blue Weaver (2008)

Blue Weaver, eigentlich Derek John Weaver (* 11. März 1947 in Cardiff, Wales) ist ein britischer Keyboarder, Songwriter und Musikproduzent.

## Werdegang
Weaver war Gründungsmitglied von Amen Corner und Fair Weather. Er ersetzte Rick Wakeman bei den Strawbs, als der zu Yes ging.  Nachdem er die Strawbs 1973 verlassen hatte, spielte er eine Zeit lang bei Mott the Hoople (US-Tournee mit Queen als Vorgruppe), dann bei den Streetwalkers. Danach arbeitete er hauptsächlich als Studiomusiker, neben Mott the Hoople auch für die Pet Shop Boys, vor allem aber mit den Bee Gees, bei denen er von 1975 bis 1980 auch bei Live-Auftritten spielte. Er komponierte den Soundtrack für den Film „Times Square – Ihr könnt uns alle mal“ mit Tim Curry und Trini Alvarado.
Seit 2009 ist er Regisseur und Mitglied der The Music Producers Guild.
Seit 2014 tourt er gemeinsam mit seinen Bee-Gees-Kollegen Vince Melouney und Dennis Bryon sowie den Italian Bee Gees mit Massachusetts – Das Bee Gees Musical durch Deutschland und Österreich.